# NGC 6886
NGC 6886 is een planetaire nevel in het noordoostelijk gedeelte van het sterrenbeeld Pijl. Het ligt ongeveer 7000 lichtjaar van de Aarde verwijderd en werd op 17 september 1884 ontdekt door de Amerikaanse astronoom Ralph Copeland. NGC 6886 staat op ongeveer een graad zuidoostelijk van de dubbelster 17-θ Sagittae.

## Synoniemen
- PK 60-7.2